# Anomala hassoni
Anomala hassoni är en skalbaggsart som beskrevs av Limbourg 2007. Anomala hassoni ingår i släktet Anomala och familjen Rutelidae. Inga underarter finns listade i Catalogue of Life.